# Baltic Cup 2003
Der Baltic Cup 2003 war die 40. Austragung des Turniers der Baltischen Länder, dem Baltic Cup. Das Turnier für Fußballnationalteams fand zwischen dem 3. und 5. Juli 2003 in Estland statt. Ausgetragen wurden die Spiele im Valga Linnastaadion in Valga sowie im Lilleküla staadion in Tallinn. Die Lettische Fußballnationalmannschaft gewann den 19. Titel. Geleitet wurden die drei Länderspiele von den beiden schwedischen Schiedsrichtern Martin Ingvarsson (2 Spiele) und Peter Fröjdfeldt (1 Spiel). 

## Gesamtübersicht
Tabelle nach Drei-Punkte-Regel.
| Pl. | Verein   | Sp. | S | U | N | Tore    | Diff. | Punkte |
| --- | -------- | --- | - | - | - | ------- | ----- | ------ |
| 1.  | Lettland | 2   | 1 | 1 | 0 | 002:100 | +1    | 04     |
| 2.  | Litauen  | 2   | 1 | 0 | 1 | 006:300 | +3    | 03     |
| 3.  | Estland  | 2   | 0 | 1 | 1 | 001:500 | −4    | 01     |

|                         |   |          |     |
| 3. Juli 2003 in Valga   |   |          |     |
| Estland                 | – | Litauen  | 1:5 |
| 4. Juli 2003 in Valga   |   |          |     |
| Lettland                | – | Litauen  | 2:1 |
| 5. Juli 2003 in Tallinn |   |          |     |
| Estland                 | – | Lettland | 0:0 |

## Estland gegen Litauen
| Estland                                       | Estland | Litauen | Litauen |
| --------------------------------------------- | --- | --- | ------- |
| Estland                                       | \| 3. Juli 2003 in Valga (Valga Linnastaadion) \| \| Ergebnis: 1:5 (0:2) \| \| Zuschauer: 800 \| \| Schiedsrichter: Martin Ingvarsson ( Schweden) \| \| Spielbericht \| | \| 3. Juli 2003 in Valga (Valga Linnastaadion) \| \| Ergebnis: 1:5 (0:2) \| \| Zuschauer: 800 \| \| Schiedsrichter: Martin Ingvarsson ( Schweden) \| \| Spielbericht \| | Litauen |
| Estland                                       | Sergei Pareiko, Dmitri Kulikov, Vjatšeslav Zahovaiko, Jaanus Sirel, Toomas Kallaste, Ragnar Klavan, Maksim Smirnov (65. Ott Reinumäe), Meelis Rooba, Liivo Leetma, Marko Kristal, Aleksander Saharov (54. Joel Lindpere), Kristen Viikmäe Cheftrainer: Arno Pijpers ( Niederlande) | Žydrūnas Karčemarskas (88. Gytis Padimanskas), Vidas Alunderis, Ignas Dedura , Nerijus Radžius, Darius Maciulevičius (55. Tomas Tamošauskas), Darius Regelskis, Saulius Mikalajūnas (46. Edgaras Česnauskis), Igoris Morinas (82. Irmantas Zelmikas), Vadimas Petrenka (80. Virmantas Lemezis), Deividas Česnauskis (75. Marius Bezykornovas), Ričardas Beniušis (71. Andrius Velička) Cheftrainer: Algimantas Liubinskas | Litauen |
| Estland                                       | 1:2 Sirel (57.) | 0:1 Morinas (39.) 0:2 D. Česnauskis (45.) 1:3 Velička (72.) 1:4 Bezykornovas (84.) 1:5 E. Česnauskis (90.) | Litauen |
| Estland                                       | Rooba (48.) | D. Česnauskis (53.) | Litauen |
| 3. Juli 2003 in Valga (Valga Linnastaadion)   | | |         |
| Ergebnis: 1:5 (0:2)                           | | |         |
| Zuschauer: 800                                | | |         |
| Schiedsrichter: Martin Ingvarsson ( Schweden) | | |         |
| Spielbericht                                  | | |         |

## Lettland gegen Litauen
| Lettland                                     | Lettland | Litauen | Litauen |
| -------------------------------------------- | --- | --- | ------- |
| Lettland                                     | \| 4. Juli 2003 in Valga (Valga Linnastaadion) \| \| Ergebnis: 2:1 (2:0) \| \| Zuschauer: 400 \| \| Schiedsrichter: Peter Fröjdfeldt ( Schweden) \| \| Spielbericht \| | \| 4. Juli 2003 in Valga (Valga Linnastaadion) \| \| Ergebnis: 2:1 (2:0) \| \| Zuschauer: 400 \| \| Schiedsrichter: Peter Fröjdfeldt ( Schweden) \| \| Spielbericht \| | Litauen |
| Lettland                                     | Aleksandrs Koļinko, Aleksandrs Isakovs, Mihails Zemļinskis, Dzintars Zirnis, Oļegs Blagonadeždins, Andrejs Štolcers (71. Valentīns Lobaņovs), Vitālijs Astafjevs, Juris Laizāns, Māris Verpakovskis (46. Vīts Rimkus), Vīts Rimkus (78. Mihails Miholaps), Viktors Dobrecovs (64. Jurģis Pučinskis), Andrejs Rubins Cheftrainer: Aleksandrs Starkovs | Žydrūnas Karčemarskas, Vidas Alunderis, Ignas Dedura , Nerijus Radžius, Darius Maciulevičius (46. Tomas Tamošauskas), Darius Regelskis (71. Marius Bezykornovas), Edgaras Česnauskis (66. Saulius Mikalajūnas), Igoris Morinas, Vadimas Petrenka, Deividas Česnauskis (74. Virmantas Lemezis), Ričardas Beniušis (46. Andrius Velička) Cheftrainer: Algimantas Liubinskas | Litauen |
| Lettland                                     | 1:0 Laizāns (28.) 2:0 Rubins (32.) | 2:1 Tamošauskas (32.) | Litauen |
| Lettland                                     | Rubins (9.), Štolcers (54.) | Petrenka (33.) | Litauen |
| 4. Juli 2003 in Valga (Valga Linnastaadion)  | | |         |
| Ergebnis: 2:1 (2:0)                          | | |         |
| Zuschauer: 400                               | | |         |
| Schiedsrichter: Peter Fröjdfeldt ( Schweden) | | |         |
| Spielbericht                                 | | |         |

## Estland gegen Lettland
| Estland                                       | Estland | Lettland | Lettland |
| --------------------------------------------- | --- | --- | -------- |
| Estland                                       | \| 5. Juli 2003 in Tallinn (Lilleküla staadion) \| \| Ergebnis: 0:0 \| \| Zuschauer: 1.000 \| \| Schiedsrichter: Martin Ingvarsson ( Schweden) \| \| Spielbericht \| | \| 5. Juli 2003 in Tallinn (Lilleküla staadion) \| \| Ergebnis: 0:0 \| \| Zuschauer: 1.000 \| \| Schiedsrichter: Martin Ingvarsson ( Schweden) \| \| Spielbericht \| | Lettland |
| Estland                                       | Mart Poom, Meelis Rooba, Andrei Stepanov, Enar Jääger, Urmas Rooba, Maksim Smirnov (69. Ott Reinumäe), Liivo Leetma, Marko Kristal, Sergei Terehhov (83. Aleksander Saharov), Joel Lindpere, Kristen Viikmäe (75. Vjatšeslav Zahovaiko) Cheftrainer: Arno Pijpers ( Niederlande) | Andrejs Piedels, Aleksandrs Isakovs, Māris Smirnovs, Dzintars Zirnis, Oļegs Blagonadeždins, Andrejs Štolcers, Vitālijs Astafjevs (46. Juris Laizāns), Andrejs Rubins, Mihails Miholaps (57. Igors Semjonovs), Viktors Dobrecovs (77. Kristaps Blanks) Cheftrainer: Aleksandrs Starkovs | Lettland |
| Estland                                       | Isakovs (33.), Rubins (36.) | | Lettland |
| 5. Juli 2003 in Tallinn (Lilleküla staadion)  | | |          |
| Ergebnis: 0:0                                 | | |          |
| Zuschauer: 1.000                              | | |          |
| Schiedsrichter: Martin Ingvarsson ( Schweden) | | |          |
| Spielbericht                                  | | |          |